# Barbourion
Barbourion is een geslacht van vlinders uit de onderfamilie Smerinthinae van de familie pijlstaarten (Sphingidae).

## Soorten
- Barbourion lemaii (Le Moult, 1933)